# Jürgen Snoeren
Jürgen Snoeren (Oisterwijk, 3 juli 1972) is een Nederlands schrijver en was uitgever. Hij studeerde literatuurwetenschap aan de Universiteit van Tilburg. Na zijn loopbaan als uitgever en redacteur debuteerde hij met het fantasytweeluik De demon van Felswyck.
Snoeren is getrouwd en heeft twee kinderen. Hij woont in Zaandam.

## Uitgever
In 1998 werd Snoeren redacteur bij uitgeverij J.M. Meulenhoff. Daarna werd hij uitgever, waarbij hij het fonds van Mynx beheerde. Bij Meulenhoff heeft hij het digitale fonds opgezet. Daarna was hij marketingmanager e-boeken bij Elsevier.
In 2013 werd hij directeur en uitgever van uitgeverij Link. Deze uitgeverij, een dochter van Uitgeverij Van Duuren Media, richtte zich vooral op korte verhalen (shorts) en e-boeken. Link stopte eind 2014.
Tegenwoordig is Snoeren hoofd van de afdeling Kaarten, Boeken en Gidsen bij de ANWB.

## Schrijver
Bij de Paul Harland Prijs van 2012 eindigde Snoeren op de derde plaats met het verhaal Zoek mij tussen de sterren. Hiermee won hij de NCSF-premie voor het hoogst geëindigde sciencefictionverhaal. Het verhaal is gepubliceerd in het tijdschrift Wonderwaan, nummer 25.
In 2013 publiceerde Snoeren het kortverhaal De kranen van Saducco bij zijn eigen uitgeverij Link.
Snoerens debuutroman Invocatie verscheen in augustus 2016 bij Luitigh-Sijthoff. Dit is het eerste deel van het tweeluik De demon van Felswyck. Bij de aankondiging van het debuut in het tijdschrift Eclips #23 (najaar 2016) is het volledige verhaal De kranen van Saducco opgenomen.
Het tweede boek van De demon van Felswyck is in 2017 verschenen.
In 2019 debuteerde Snoeren opnieuw, ditmaal in het thrillergenre, onder het pseudoniem Johan Andersen 

## Overige
Samen met Paul Evenblij richtte Snoeren op 7 februari 2009 het Genootschap voor Nederlandse Genreliteratuur (GNG) op. 
Snoeren nam plaats in de jury van de World Fantasy Awards in 2010.
In 2011 was Snoeren bij de Paul Harland Prijs selecteur voor de W.J. Maryson Talent Award, die wordt gesponsord door Meulenhoff Boekerij.

### Korte verhalen
- 2012 - Zoek mij tussen de sterren (Wonderwaan)

### Shorts
- 2013 - De kranen van Saducco (Link)

### Romans
- 2016 - De demon van Felswyck - Eerste boek: Invocatie (Luitingh-Sijthoff)
- 2017 - De demon van Felswyck - Tweede boek: Revocatie (Luitingh-Sijthoff)
- 2019 - Dodenstoel (HarperCollins) (onder het pseudoniem Johan Andersen)